# Onda Verde
Onda Verde este un oraș în São Paulo (SP), Brazilia.